# Макарівка (Обухівський район)
Мака́рівка — село в Україні, в Обухівському районі Київської області. Населення становить 58 осіб.

## Населення

### Мова
Розподіл населення за рідною мовою за даними перепису 2001 року:
| Мова       | Кількість | Відсоток |
| ---------- | --------- | -------- |
| українська | 73        | 96.05%   |
| російська  | 3         | 3.95%    |
| Усього     | 76        | 100%     |